# Ceratocapnos
Ceratocapnos – rodzaj roślin z rodziny makowatych (Papaveraceae). Obejmuje trzy gatunki występujące w Europie i basenie Morza Śródziemnego.

## Morfologia
Rośliny jednoroczne, pnące się dzięki czepnym liściom. Kwiaty grzbieciste. Górny płatek z ostrogą. Owocem jest torebka zawierające pojedyncze nasiona.

## Systematyka
Pozycja systematyczna według Angiosperm Phylogeny Website (aktualizowany system APG III z 2009)
Rodzaj z podplemienia Fumariinae, plemienia Fumarieae, podrodziny dymnicowych Fumarioideae, rodziny makowatych Papaveraceae zaliczanej do rzędu jaskrowców (Ranunculales) i wraz z nim do okrytonasiennych.
Wykaz gatunków
- Ceratocapnos claviculata (L.) Lidén
- Ceratocapnos heterocarpa Durand
- Ceratocapnos turbinata (DC.) Lidén